# René Crevel
René Crevel, född 10 augusti 1900 i Paris, död 18 juni 1935 i Paris, var en fransk romanförfattare och essäist, förknippad med surrealismen. 

## Liv och verksamhet
René Crevel förlorade tidigt sin far, som begick självmord 1914, något modern ville förtiga och dölja för sin omgivning. Crevel revolterade hela sitt liv mot den borgerlighet som han i synnerhet såg förkroppsligad i sin mor. I sina litterära arbeten upptogs han av borgerliga strukturer, moral och religion, själ och självmord. Det första, fristående kapitlet av romanen Babylone (1927), Herr Kniv och fröken Gaffel, har utgivits ett par gånger i Sverige, första gången 1948, och är det enda som översatts till svenska av René Crevel (2019). 

## Verk

### Romaner
- Détours (1924)
- Mon corps et moi (1925)
- La Mort difficile (1926)
- Babylone (1927)
- Les Pieds dans le plat (1933)

### Surrealistmanifest och essäer
- L'esprit contre la raison, et autres écrits surréalists (1928)
- Êtes-vous fous? (1929)
- Le Clavecin de Diderot (1932)

### Postum utgåva
- Le Roman cassé et derniers écrits, efterlämnat material (Paris: Pauvert, 1989)

### På svenska
- Herr Kniv och fröken Gaffel, i svensk översättning av Ingemar Flodström, illustrerad av Gösta Kriland (Bibliofila klubben, 1948; ny reviderad upplaga med förord av Ragnar von Holten, Kalejdoskop, 1982)

### Engelska översättningar
- My body and I (Mon corps et moi, 2005)
- Babylon (Babylone, 1985, 1996)
- Difficult death (La mort difficile, 1986)
- Putting my foot in it (Les pieds dans le plat, 1994)